# Preferendum
Een preferendum (porte-manteau van prefereren en referendum) is een variatie van een referendum. De term preferendum is geïntroduceerd door de gemeente Arnhem bij de volksraadpleging op 6 juni 2007 voor de keuze van een te ontwikkelen havenvariant binnen het project Rijnboog.
Motivatie voor de introductie van dit neologisme was dat er niet gekozen kon worden tussen een ja of een nee, maar uit drie varianten. Het ja was door de gemeenteraad al bepaald.
Het preferendum had een opkomst van 10,33%, waardoor de uitslag niet bindend was. De gemeenteraad moest daarom de uiteindelijke beslissing nemen.
De organisatie van het preferendum kostte € 1,2 miljoen.
Overigens wordt een referendum niet gedefinieerd door een keuze tussen ja of nee, dus in het Arnhemse geval had de term 'referendum' ook gebruikt kunnen worden. Een vergelijkbare situatie deed zich voor toen op 15 mei 2002 in de Gemeente Utrecht gekozen kon worden tussen twee ontwikkelingsvarianten (Visie 1 of Visie A) voor het stationsgebied. Hier werd de term referendum gebruikt.
In een op 5 juni 2007 uitgekomen rapport van de Wetenschappelijke Raad voor het Regeringsbeleid getiteld 'Europa in Nederland' komt de term echter terug. In dit rapport wordt gepleit voor preferenda. Reden voor dit pleidooi is het "Nee" van Nederland op het referendum over de Europese Grondwet. In de ogen van de WRR geeft de uitslag van dit referendum onvoldoende aan wat dan wel de wens is van Nederland. Bij een preferendum zou dit duidelijker zijn.
Het preferendum zou volgens David Van Reybrouck ook een uitkomst bieden in het klimaatbeleid, om daarmee lastige patstellingen zoals bij de Protestbeweging van de gele hesjes te overstijgen. Een burgerberaad stelt een aantal aanbevelingen op, waarna aan alle stemgerechtigden wordt gevraagd om van circa 20 toevallig gekozen aanbevelingen aan te geven in hoeverre ze het ermee eens zijn (5-puntsschaal, rating) en om de belangrijkste vijf aanbevelingen op volgorde te zetten (ranking). Dit kan de politiek een krachtig instrument geven om knopen mee door te hakken bij lastige kwesties.  